# خانواده و تربیت اولاد
خ‍ان‍واده و ت‍رب‍ی‍ت اولاد م‍ب‍ت‍ن‍ی ب‍ر ع‍ق‍ای‍د روان‍ش‍ن‍اس‍ان م‍ع‍روف اروپ‍ا و ام‍ری‍ک‍ا کتابی از محمد صالح ابوسعیدی است که در سال ۱۳۳۲ منتشر و برندهٔ جایزه کتاب سال سلطنتی شد.